# B&Q

Das Logo des Unternehmens

B&Q ist eine britische Baumarktkette mit Sitz in Eastleigh bei Southampton im Vereinigten Königreich.
Im März 1969 wurde der erste Markt von Richard Block und David Quayle in Southampton gegründet. Im Jahre 1979 gab es schon 26 Baumärkte von Block & Quayle (B&Q). 
B&Q betreibt aktuell 332 Baumärkte mit über 39.000 Beschäftigten im Vereinigten Königreich. Dazu kommen 20 Baumärkte in der VR China und 9 Märkte in Irland. 
Im Geschäftsjahr 2004/2005 wurde ein Umsatz von 4,1 Milliarden Pfund Sterling und ein Gewinn von 400 Millionen Pfund Sterling erwirtschaftet. 
B&Q gehört zur Kingfisher-Gruppe.